# Агаев, Сехриман
Сехриман Агаев (род. 27 июля 1974, Агдам) — советский и азербайджанский самбист и дзюдоист, бронзовый призёр чемпионата Азербайджана по дзюдо 2003 года, призёр чемпионата мира среди военнослужащих по дзюдо, призёр чемпионатов Европы и мира по самбо, победитель Кубка мира по самбо, мастер спорта СССР международного класса по самбо. Тренером Агаева был Абульфаз Алиев. По самбо выступал в лёгкой (до 62 кг) и 1-й полусредней (до 68 кг) весовых категориях. Тренер сборной Азербайджана по самбо.
Одним из известных воспитанников Агаева является Агасиф Самедов.